# Бенджамин Уест
Бенджамин Уест (на английски: Benjamin West) е живописец от САЩ, известен с историческите си картини от и след времето на Американската революция.

## Биография
Роден е в Спрингфилд, Пенсилвания на 10 октомври 1738 г. От 1746 до 1759 г. Уест работи в Пенсилвания, рисувайки портрети.
Отива да живее в Англия през 1763 г. Почива в Лондон на 11 март 1820 г.

## Галерия
- Пилад и Орест посочени като жертви пред Ифигения, 1766
- Двама офицери и конярят им, 1777
- Уелският философ Ричард Прайс, 1784
- Крал Лир и Корделия, 1793
- Omnia Vincit Amor, 1809
- Автопортрет, 1819